# UFC 107
UFC 107: Penn vs. Sanchez è stato un evento di arti marziali miste tenuto dalla Ultimate Fighting Championship il 12 dicembre 2009 a Memphis, Stati Uniti al FedExForum.

## Background
Il 21 ottobre fu annunciato che il precedente match tra pesi welter tra Thiago Alves e Paulo Thiago sarebbe stato cambiato in Alves vs. Jon Fitch poiché l'avversario di Fitch per UFC 106, Ricardo Almeida, aveva sofferto un infortunio. Paulo Thiago combatté a UFC 106 il 21 novembre contro il debuttante in UFC Jacob Volkmann vincendo per decisione unanime.
In seguito il 30 ottobre fu annunciato che Fitch era di nuovo senza avversario poiché Alves si era lesionato il legamento crociato posteriore. Fu in seguito dichiarato che Jon Fitch avrebbe lottato contro Mike Pierce ad UFC 107.

## Risultati

### Card preliminare
- Incontro categoria Pesi Welter:  Kevin Burns contro  TJ Grant

Grant sconfisse Burns per KO Tecnico (pugni) a 4:57 del primo round.
- Incontro categoria Pesi Welter:  DaMarques Johnson contro  Edgar Garcia

Johnson sconfisse Garcia per sottomissione (strangolamento triangolare) a 4:03 del primo round.
- Incontro categoria Pesi Medi: Rousimar Palhares contro  Lucio Linhares

Palhares sconfisse Linhares per sottomissione (heel hook) a 3:21 del secondo round.
- Incontro categoria Pesi Welter:  Johny Hendricks contro  Ricardo Funch

Hendricks sconfisse Funch per decisione unanime (30–27, 30–27, 30–25).
- Incontro categoria Pesi Leggeri:  Matt Wiman contro  Shane Nelson

Wiman sconfisse Nelson per decisione unanime (30–27, 30–27, 30–27).
- Incontro categoria Catchweight (195 libbre):  Alan Belcher contro  Wilson Gouveia

Belcher sconfisse Gouveia per KO Tecnico (colpi) a 3:03 del primo round.

### Card principale
- Incontro categoria Pesi Massimi:  Paul Buentello contro  Stefan Struve

Struve sconfisse Buentello per decisione di maggioranza (29–28, 29–28, 28–28).
- Incontro categoria Pesi Leggeri:  Kenny Florian contro  Clay Guida

Florian sconfisse Guida per sottomissione (strangolamento da dietro) a 2:19 del secondo round.
- Incontro categoria Pesi Welter:  Jon Fitch contro  Mike Pierce

Fitch sconfisse Pierce per decisione unanime (29–28, 29–28, 29–28).
- Incontro categoria Pesi Massimi:  Frank Mir contro  Cheick Kongo

Mir sconfisse Kongo per sottomissione (strangolamento a ghigliottina) a 1:12 del primo round.
- Incontro per il titolo dei Pesi Leggeri:  B.J. Penn (c) contro  Diego Sanchez

Penn sconfisse Sanchez per KO Tecnico (ferita) a 2:37 del quinto round mantenendo il titolo dei pesi leggeri.